# Tobermorite
La tobermorite è un minerale.

## Abito cristallino
Silicato di calcio idrato con ossidrili, di formula Ca5Si6O16(OH)2·4(H2O), è una specie che si presenta assai raramente in cristalli evidenti. Forma generalmente masserelle compatte di aspetto porcellanaceo, bianche, in giacimenti di contatto associati con rocce magmatiche.
È un minerale di difficile identificazione che richiede analisi appropriate per la sua caratterizzazione.

## Origine e giacitura
il suo nome deriva dalla località scozzese di Tobermory.